# Orchestina sanguinea
Orchestina sanguinea är en spindelart som beskrevs av Ryoji Oi 1955. Orchestina sanguinea ingår i släktet Orchestina och familjen dansspindlar. Inga underarter finns listade i Catalogue of Life.